# Come Out of the Kitchen
Come Out of the Kitchen è un film muto del 1919 diretto da John S. Robertson. La sceneggiatura di Clara Beranger si basa su Come Out of the Kitchen!: A Romance, romanzo di Alice Duer Miller pubblicato a New York nel 1916 e portato poi in scena a Broadway da A.E. Thomas il 23 ottobre 1916. Il film, una commedia dai risvolti romantici, aveva come interpreti Marguerite Clark ed Eugene O'Brien.

## Trama
I Daingerfield, aristocratica famiglia della Virginia ormai senza un soldo, nuotano in cattive acque. Il vecchio Daingerfield, gravemente malato, ha assoluto bisogno di uno specialista. Per trovare il denaro che serve, Claudia Daingerfield, la figlia, prende in mano la situazione e decide di usare l'unico loro bene rimasto, l'antica residenza di campagna che affitta a Burton Crane. Lui, però, pone come condizione che tutti i servitori neri vengano sostituiti da servitori bianchi. Claudia e i suoi fratelli si adattano così a fare da domestici, ma i risultati sono catastrofici. Claudia, che si è autoproclamata capo cuoca, combina in cucina ogni specie di disastro e, per rimediare, non trova di meglio che reintegrare nel ruolo la sua vecchia cuoca, Mammy Jackson, contrabbandata di soppiatto in cucina, senza farsene accorgere da Crane. Soddisfatto dei deliziosi manicaretti, il padrone di casa si è già innamorato della bella cuoca. Gli altri "servitori", invece, se ne vanno, uno alla volta, tutti quanti, licenziati per incompetenza: adesso, l'unica che resta a servizio nella casa è Claudia. Un telegramma annuncia che papà Daingerfield è in via di guarigione dopo un'operazione molto rischiosa a cui ha dovuto sottoporsi. Claudia ha un mancamento, mettendo in allarme Crane. Quando gli viene allora rivelata la vera identità della sua "cuoca", l'uomo riconosce il coraggio della ragazza e le chiede di sposarlo.

## Produzione
Il film fu prodotto dalla Famous Players-Lasky Corporation. Alcune scene furono girate a Pass Christian, nel Mississippi.

## Distribuzione
Il copyright del film, richiesto dalla Famous Players-Lasky Corp., fu registrato il 7 maggio 1919 con il numero LP13684.
Distribuito dalla Famous Players-Lasky Corporation e presentato da Adolph Zukor, il film uscì nelle sale cinematografiche statunitensi l'11 maggio 1919.
Non si conoscono copie ancora esistenti della pellicola che viene considerata presumibilmente perduta.

### Altre versioni
Il film ebbe alcuni remake: nel 1930 uscì Honey, diretto da Wesley Ruggles, con Nancy Carroll e Harry Green; nel 1935 Come Out of the Pantry, diretto da Jack Raymond, con Jack Buchanan e Fay Wray e, nel 1948, Spring in Park Lane, per la regia di Herbert Wilcox, con Anna Neagle e Michael Wilding.